# Negev

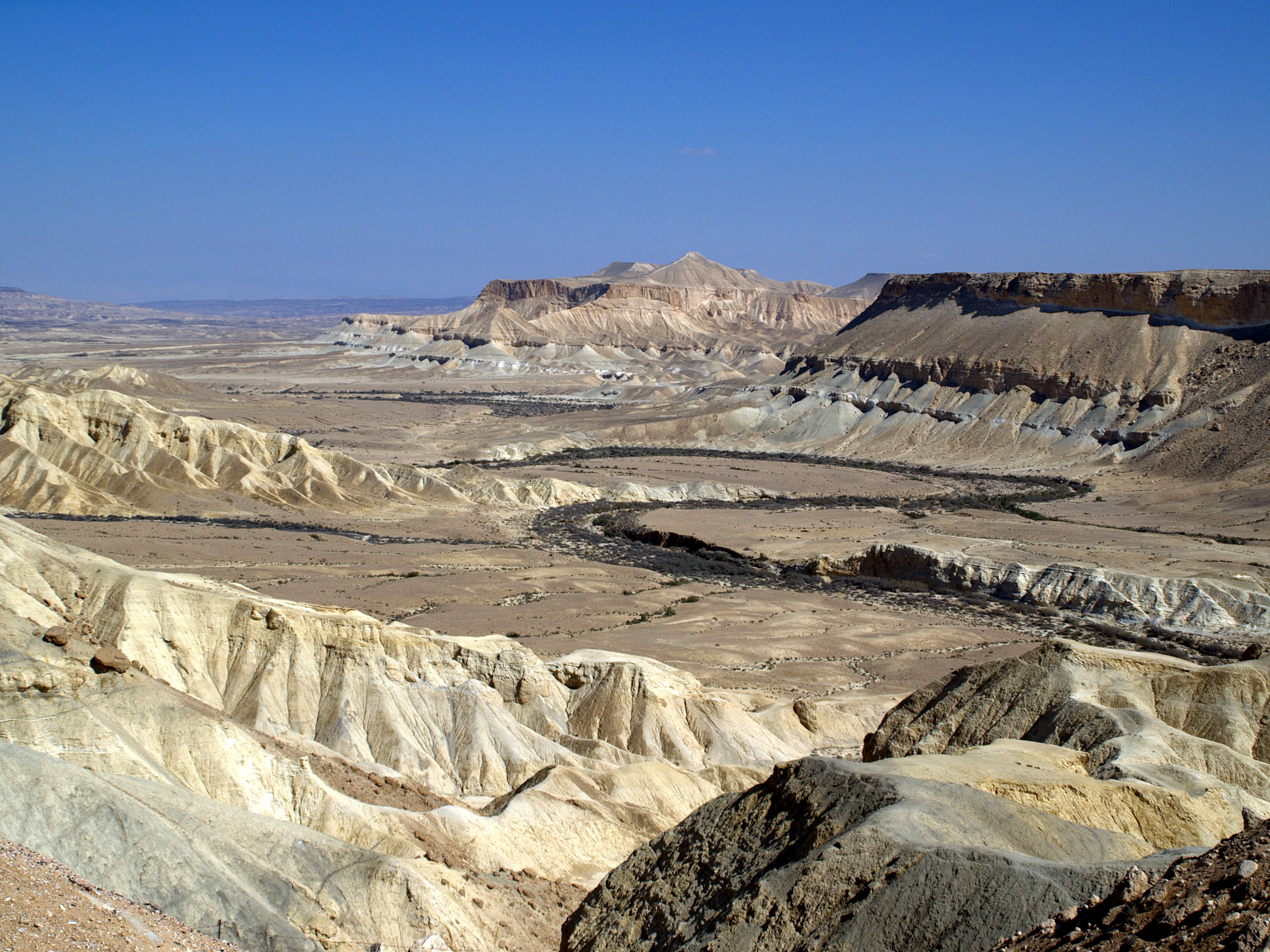
Thung lũng Zin nhìn từ Midreshet Ben Gurion, nơi chôn cất David Ben-Gurion.

Negev (còn được gọi là Negeb; tiếng Hebrew: נֶּגֶב, phát âm Tiberia: Néḡeḇ, tiếng Thổ Nhĩ Kỳ: Necef Çölü) là một khu vực hoang mạc và bán hoang mạc nằm về phía nam của Israel. Người Ả rập, bao gồm người bản địa Bedouin gọi khu vực này là al-Naqab (tiếng Ả Rập: النقب). Nguồn gốc của từ Negev bắt nguồn trong tiếng Hebrew có nghĩa là 'khô'. Trong kinh thánh từ Negev được dùng để chỉ về hướng nam.

## Địa lý

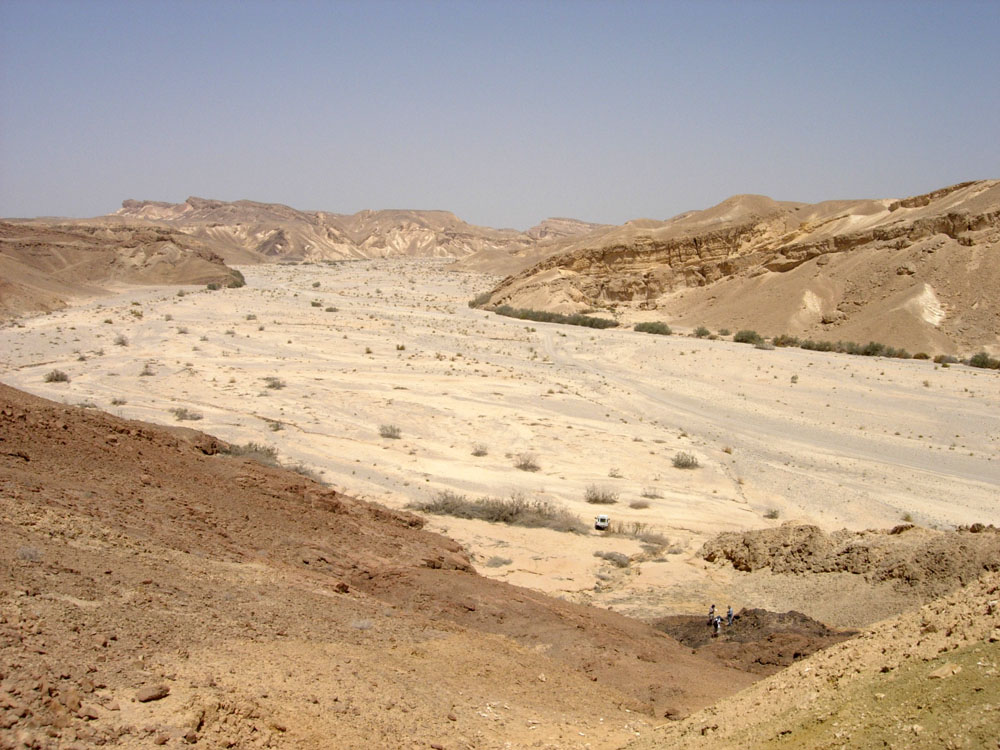
Wadi ở Nahal Paran, Negev, Israel.

Hoang mạc Negev chiếm hơn một nửa diện tích của Israel, vào khoảng 12.000 km² (4.600 dặm vuông) và chiếm trên một nửa diện tích đất liền của nước này. Sa mạc này có hình tam giác đảo ngược với đỉnh nằm dưới, bờ phía tây nối liền với sa mạc của Bán đảo Sinai, và bờ phía đông nằm ở thung lũng Arabah. Sa mạc Negev chứa đựng trong nó nhiều thắng cảnh thiên nhiên và đặc điểm văn hóa kỳ thú. Đặc biệt là ba kiến tạo địa hình giống như hố thiên thạch được gọi là makhtesh, độc nhất cho khu vực này bao gồm: Makhtesh Ramon, Makhtesh Gadol, và Makhtesh Katan.
Negev là một sa mạc đá. Địa hình của nơi này là một sự kết hợp giữa các ngọn núi nâu, đầy đá, bụi bị ngắt quãng bởi các wadi (các dòng sông khô cằn chỉ có nước sau mưa) và các miệng núi lửa. Có thể chia sa mạc làm năm vùng địa lý khác nhau: bắc, tây và trung tâm Negev, cao nguyên và thung lũng Arabah. Khu vực bắc Negev, hay vùng Địa Trung Hải nhận được 300 mm nước mưa hằng năm và có đất đai tương đối màu mỡ. Khu vực tây Negev nhận được khoảng 250 mm nước mưa hằng năm, và có đất xốp và được bao phủ một phần bởi cát. Các đụn cát có thể đạt chiều cao mét ở khu vực này. Là nơi tọa lạc của thành phố Beersheba, khu vực trung tâm Negev có lượng mưa hằng năm là 200 mm và đất ở nơi này có đặc điểm là không thấm nước, do đó nước chảy thành dòng trên mặt đất gây ra xói mòn, với chỉ có một lượng ít nước là có thể ngấm vào đất. Khu vực cao nguyên của Ramat HaNegev (tiếng Hebrew: רמת הנגב, The Negev Heights) nằm trên mặt nước biển trong khoảng 370 mét và 520 mét với khí hậu, có khí hậu khắc nghiệt với nhiết độ đặc biệt cao trong mùa hè và xuống thấp trong mùa đông. Khu vực này nhận được 100 mm nước mưa hằng năm, và đất ở đây kém màu mỡ, một phần bị nhiễm mặn. Thung lũng Arabah nằm dọc theo biên giới Jordan kéo dài 180 km từ Eilat ở phía nam đến đầu mút biển Chết ở phía bắc. Thung lũng Arabah có khí hậu đặc biệt khô cằn chỉ nhận được 50 mm mưa hằng năm. Đất ở nơi này cằn cỗi và chỉ một vài loài thực vật có thể sinh trưởng mà không cần tưới tiêu và bổ sung thêm đất màu.

## Khí hậu
Khí hậu của sa mạc Negev đặc biệt khô hạn, chỉ nhận được rất ít mưa do vị trí nằm ngay phía đông sa mạc Sahara (đối lập với khu vực Địa Trung Hải ở phía tây Israel), và nhiệt độ cao nhất nằm ở vĩ tuyến 31 bắc.
Lượng mưa trung bình từ tháng 6 đến tháng 10 là bằng không.
| Dữ liệu khí hậu của Beersheba           | Dữ liệu khí hậu của Beersheba | Dữ liệu khí hậu của Beersheba | Dữ liệu khí hậu của Beersheba | Dữ liệu khí hậu của Beersheba | Dữ liệu khí hậu của Beersheba | Dữ liệu khí hậu của Beersheba | Dữ liệu khí hậu của Beersheba | Dữ liệu khí hậu của Beersheba | Dữ liệu khí hậu của Beersheba | Dữ liệu khí hậu của Beersheba | Dữ liệu khí hậu của Beersheba | Dữ liệu khí hậu của Beersheba | Dữ liệu khí hậu của Beersheba |
| Tháng                                   | 1                             | 2                             | 3                             | 4                             | 5                             | 6                             | 7                             | 8                             | 9                             | 10                            | 11                            | 12                            | Năm                           |
| --------------------------------------- | ----------------------------- | ----------------------------- | ----------------------------- | ----------------------------- | ----------------------------- | ----------------------------- | ----------------------------- | ----------------------------- | ----------------------------- | ----------------------------- | ----------------------------- | ----------------------------- | ----------------------------- |
| Cao kỉ lục °C (°F)                      | 28.4 (83.1)                   | 31.0 (87.8)                   | 35.4 (95.7)                   | 40.9 (105.6)                  | 42.2 (108.0)                  | 46.0 (114.8)                  | 41.5 (106.7)                  | 40.5 (104.9)                  | 41.2 (106.2)                  | 39.6 (103.3)                  | 34.0 (93.2)                   | 31.4 (88.5)                   | 46.0 (114.8)                  |
| Trung bình ngày tối đa °C (°F)          | 16.7 (62.1)                   | 17.5 (63.5)                   | 20.1 (68.2)                   | 25.8 (78.4)                   | 29.0 (84.2)                   | 31.3 (88.3)                   | 32.7 (90.9)                   | 32.8 (91.0)                   | 31.3 (88.3)                   | 28.5 (83.3)                   | 23.5 (74.3)                   | 18.8 (65.8)                   | 25.7 (78.3)                   |
| Tối thiểu trung bình ngày °C (°F)       | 7.5 (45.5)                    | 7.6 (45.7)                    | 9.3 (48.7)                    | 12.7 (54.9)                   | 15.4 (59.7)                   | 18.4 (65.1)                   | 20.5 (68.9)                   | 20.9 (69.6)                   | 19.5 (67.1)                   | 16.7 (62.1)                   | 12.6 (54.7)                   | 8.9 (48.0)                    | 14.2 (57.6)                   |
| Thấp kỉ lục °C (°F)                     | −5.0 (23.0)                   | −0.5 (31.1)                   | 2.4 (36.3)                    | 4.0 (39.2)                    | 8.0 (46.4)                    | 13.6 (56.5)                   | 15.8 (60.4)                   | 15.6 (60.1)                   | 13.0 (55.4)                   | 10.2 (50.4)                   | 3.4 (38.1)                    | 3.0 (37.4)                    | −5.0 (23.0)                   |
| Lượng Giáng thủy trung bình mm (inches) | 49.6 (1.95)                   | 40.4 (1.59)                   | 30.7 (1.21)                   | 12.9 (0.51)                   | 2.7 (0.11)                    | 0.0 (0.0)                     | 0.0 (0.0)                     | 0.0 (0.0)                     | 0.4 (0.02)                    | 5.8 (0.23)                    | 19.7 (0.78)                   | 41.9 (1.65)                   | 204.1 (8.04)                  |
| Số ngày giáng thủy trung bình           | 9.2                           | 8.0                           | 6.4                           | 2.6                           | 0.8                           | 0.0                           | 0.0                           | 0.0                           | 0.1                           | 1.8                           | 4.6                           | 7.5                           | 41.0                          |
| Nguồn: Israel Meteorological Service    |                               |                               |                               |                               |                               |                               |                               |                               |                               |                               |                               |                               |                               |

## Lịch sử

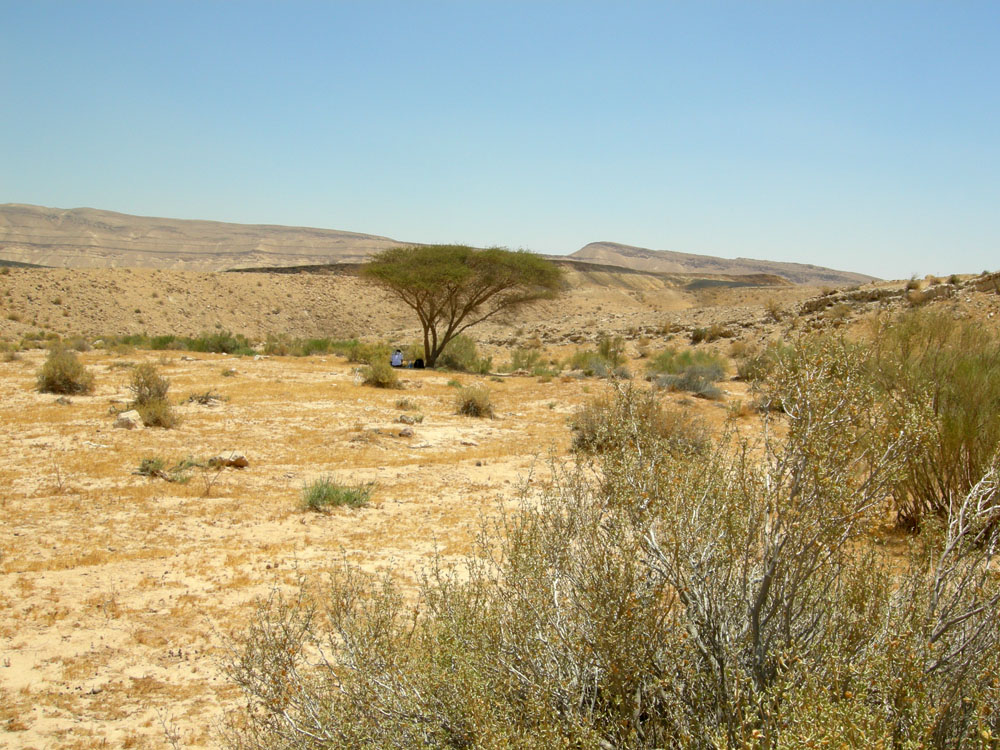
Cây Acacia ở Makhtesh Gadol.

### Du mục
Các cư dân du mục xuất hiện tại Negevdates ít nhất là 4.000 năm trước đây  và có thể là đến 7.000 năm trước. Các khu định cư đầu tiên được thành lập bởi một phức hợp các nhóm Canaan, Amalekite, và Edomite khoảng 2000 năm trước công nguyên. Các Pharaon Ai Cập được cho là đã truyền kỹ thuật nấu và khai thác đồng đến Negev và Sinai trong khoảng 1400 và 1300 năm trước công nguyên.

### Kinh thánh
Theo ghi chép Kinh thánh Hebrew, phía bắc Negev là nơi định cư của Bộ lạc Judah và phía nam Negev là Bộ lạc Shimon. Sau đó Negev trở thành một phần của Vương quốc Solomon và sau nữa là Vương quốc Judah.
Trong thế kỷ 9 trước công nguyên, việc phát triển và mở rộng khai khoáng ở cả Negev và Edom (Jordan ngày nay) xảy ra đồng thời với sự bành trướng của Đế quốc Assyria. Thành đô Beersheba vốn là thành phố chính của vùng và là trung tâm giao thương trong thế kỷ 8 trước công nguyên. Các khu vực định cư nhỏ của người Do Thái trong các vùng quanh Beersheba tồn tại trong khoảng thời gian giữa năm 1020 và 928 trước công nguyên.

### Nabataeans

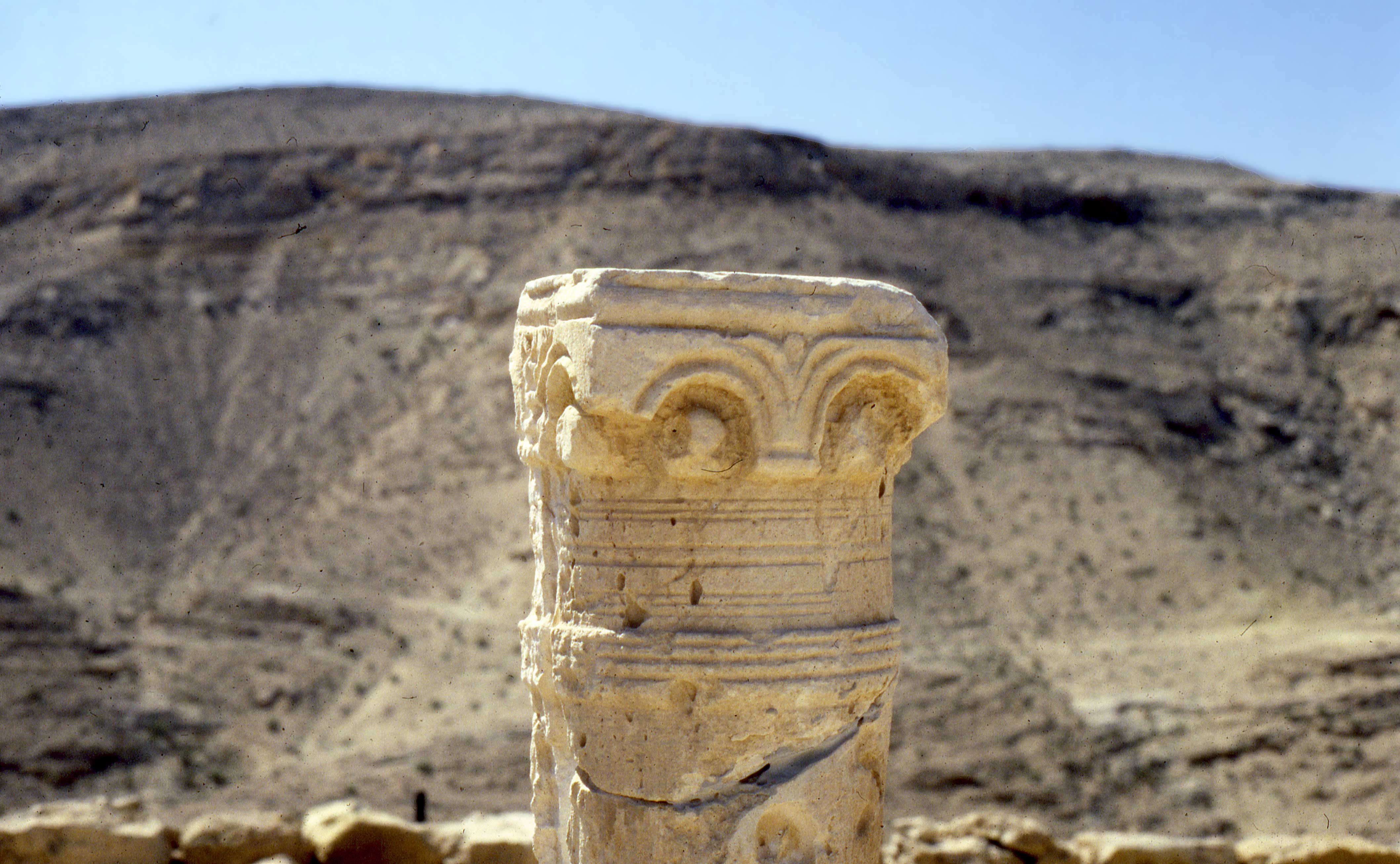
Các tàn tích trong sa mạc Negev.

Vào thế kỷ 4 trước công nguyên, sự có mặt của người Nabateans mang lại sự phát triển hệ thống tưới tiêu, nhờ đó đã giúp phát triển năm khu vực định cư là: Avdat, Mamshit, Shivta, al-Khalasa (hay Elusa), và Nitzana. Người Nabateans cũng kiểm soát việc buôn bán và tuyến đường gia vị giữa thủ đô Petra của họ và cảng biển Gazan. Tiền tệ của người Nabatean và các mảng gốm sứ đỏ và nâu, được xác định là một dấu hiệu của nền văn minh của họ, vẫn được tìm thấy dọc theo tuyến đường xưa kia.
Việc người Nabataeans kiểm soát miền nam Palestine đã kết thúc thời kì đế quốc La Mã sáp nhập các vùng đất của họ vào lãnh thổ đế quốc năm 106 sau công nguyên. Dân số ở đây gồm phần lớn là các bộ lạc du cư người Ả rập và người Nabataeans định cư, phần lớn vẫn theo lối sống bộ lạc và độc lập đối với người La Mã với một hệ thống tôn giáo theo thuyết vật linh.

### Byzantine và La Mã
Dưới thời Đế quốc Byzantine cai trị vào thế kỷ thứ tư sau công nguyên, đạo Cơ đốc được truyền tới Negev. Các thành phố sống dựa vào nông nghiệp được thiết lập và dân số tại đây tăng đột biến.

### Người Bedouin: dân cư và lịch sử từ năm 1000 sau công nguyên đến năm 1948
Các bộ lạc du mục sinh sống ở Negev phần lớn đều độc lập với nhau và ít bị quy phục trong khoảng thời gian một ngàn năm tiếp theo. Hầu hết những kiến thức chúng ta biết về khoảng thời gian này ở Negev đều do các câu chuyện lịch sử truyền miệng và các truyện dân gian bắt nguồn từ khu vực Wadi Musa và Petra, nơi mà hiện nay thuộc Jordan
Người Bedouin ở Negev tồn tại trong lịch sử chủ yếu dựa vào chăn nuôi cừu và dê. Sự khan hiếm nước và nguồn cỏ ăn cho gia súc khiến họ di chuyển thường xuyên và sống theo lối du mục. Người Bedouin trong quá khứ cũng đã thiết lập được một vài khu định cư dài hạn, nhưng sau đó những căn nhà đá của họ lại bị bỏ hoang và được gọi là 'baika.'  Năm 1900, Đế quốc Ottoman thiết lập một trung tâm cai quản miền nam Palestine nằm tại Beersheba, họ xây dựng ở đây trường học và một trạm xe lửa. Trong khi đó, chủ quyền của các thủ lĩnh bộ lạc ở khu vực này vẫn được thừa nhận bởi người Ottoman. Một đường ray nối nơi này với cảng Rafah được xây. Đến năm 1922, dân số ở đây là 2.356 người, bao gồm cả 98 người Do Thái và 235 người Cơ đốc giáo. Nhưng theo một bản báo cáo năm 1914, chính quyền người Turk đã ước tính dân số của các bộ lạc du mục vào khoảng 55.000 người.
Trước năm 1948, các cuộc điều tra dân số chủ yếu đề cập đến năm bộ lạc chính ở Negev: Tayaha, Tarabn, Azazma, Jabarat và Hanajra.
Nền văn hóa bộ lạc và lối sống của người Bedoin đã có những biến đổi quan trọng trong thời gian gần đây, ngày nay khó mà tìm thấy được một cư dân Bedouin nào của Israel còn duy trì lối sống du mục.

### Người Bedouin ở Israel 1948-nay

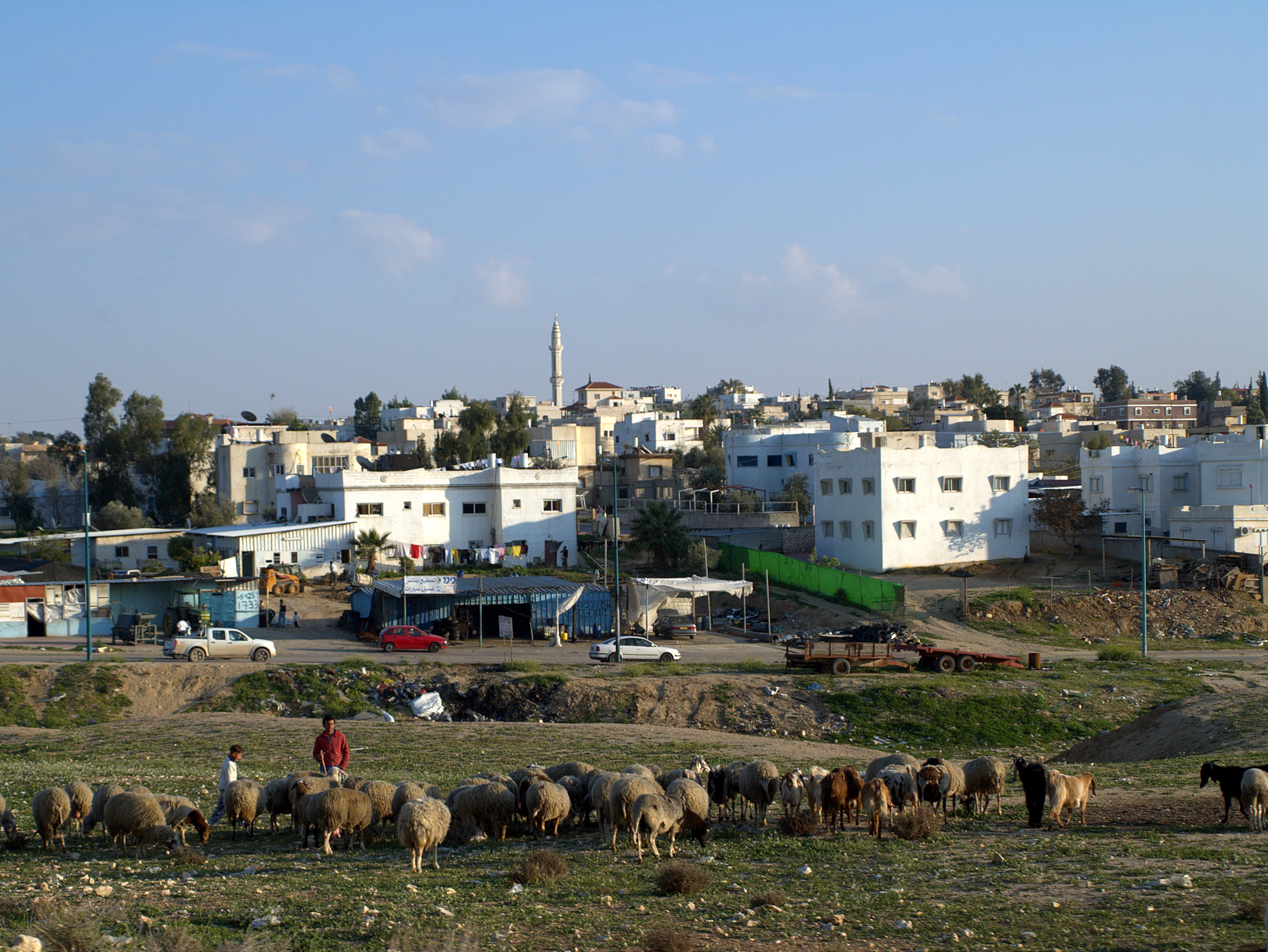
Rahat, thành phố lớn nhất của người Bedouin ở Negev.

Trong khoảng thời gian từ năm 1948 đến năm 1967, Nhà nước Israel tiến hành các cuộc chiến tranh kiểm soát các vùng đất của người Ả rập và xác định rằng 85% đất của người Negev là "Đất Nhà nước." Do đó tất cả cư dân Bedouin sinh sống trong các khu vực sinh sống trước đây đều bị coi là bất hợp pháp và "không được công nhận." Hiện tại các vùng đất của người Negev sinh sống trên 500 năm đều được xác định là đất của nhà nước, do đó người Bedouin không còn có thể làm các công việc nuôi sống chính bản thân họ là trồng trọt và chăn nuôi. Sau đó chính phủ đã ép buộc các bộ lạc Bedouin định cư trong khu vực tam giác Siyag tạo bởi ba đỉnh là Beersheba, Arad và Dimona . Hiện nay, có ít nhất 75.000 cư dân sinh sống trong 40 ngôi làng không được công nhận.

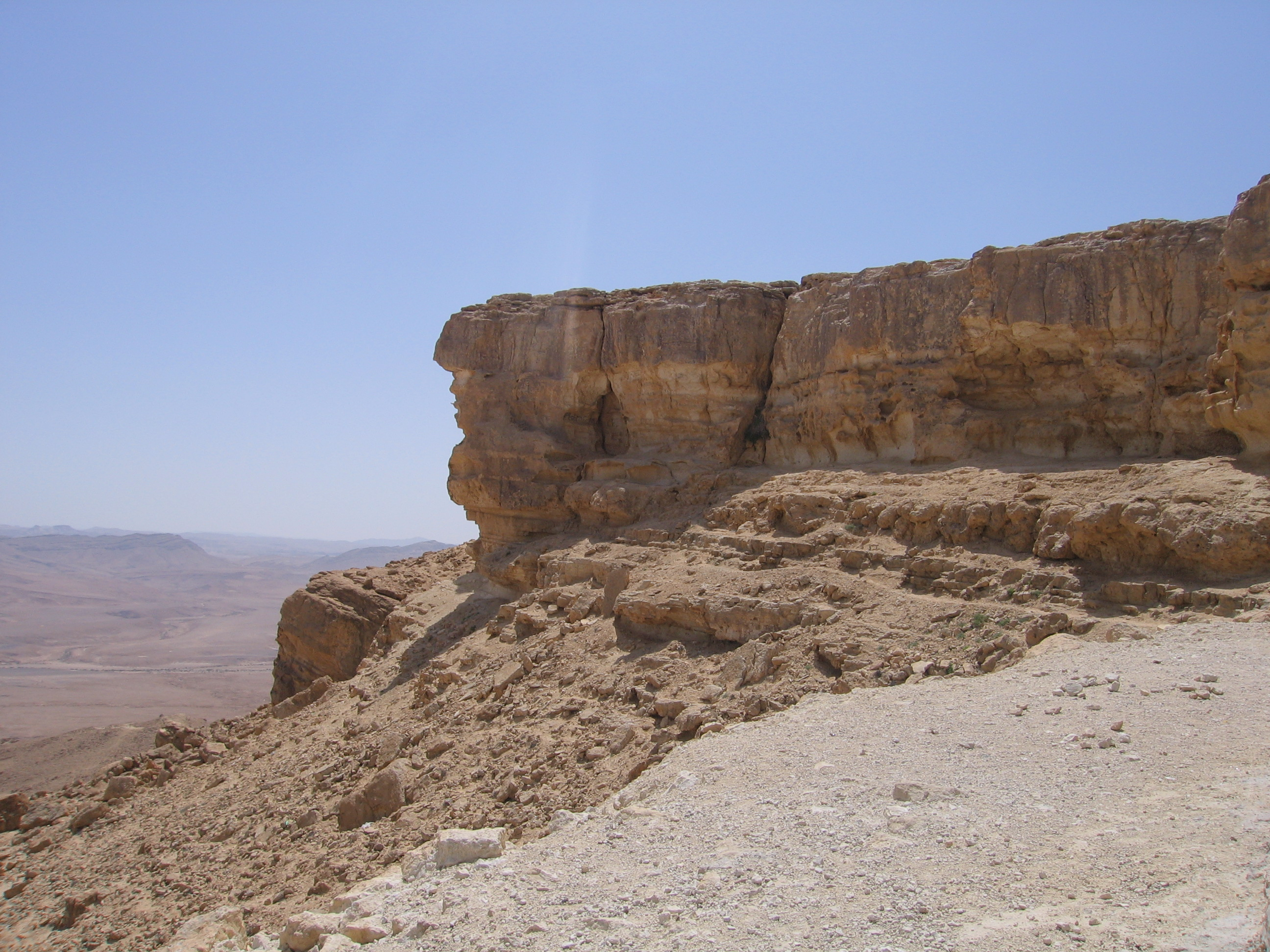
Rìa phía bắc Makhtesh Ramon trên đường nối giữa Beersheba và Eilat.

Nhằm siết chặt lệnh cấm chăn nuôi ngoài khu vực Siyag, chính phủ đã thiết lập một cơ chế ràng buộc thông qua Luật Dê Đen năm 1950. Luật này ngăn cấm chăn thả súc vật bên ngoài các phần đất được nhà nước công nhận cho các cá thể vì lý do ngăn chặn sự xói mòn đất. Do đó rất ít phần đất do người Bedouin tuyên bố chủ quyền được công nhận, và pần lớn đất chăn thả bị đưa vào diện bất hợp pháp. (Trước kia cả người Ottoman và Anh đều thất bại trong việc kiểm soát vùng Negev. Phần lớn người Bedouin đều chọn giải pháp không đăng ký đất đai của họ nhằm tránh các khoản thuế từ nhà nước). Những người Bedouin trước kia không đăng ký đất đai của họ, gần như không thể chăn thả dê chỉ trong khu vực cho phép, vào thập niên 1970 và 80, chỉ còn lại một thiểu số người Bedouin vẫn tiếp tục nghề chăn dê của cha ông họ. Thay vì sống theo lối du cư tìm đồng cỏ cho đàn dê, đa số người Bedouin chuyển sang tìm kiếm các công việc được trả lương.
Năm 1979, Bộ trưởng Nông nghiệp Ariel Sharon ra tuyên bố rằng 1.500 kilomet vuông ở Negev, trở thành khu bảo tồn tự nhiên, khiến cho phần lớn diện tích Negev nằm ngoài vùng chăn thả của người Bedouin. Thêm vào đó, ông còn thành lập lực lượng 'Tuần tra Xanh,'  là 'đơn vị bán vũ trang môi trường' có nhiệm vụ ngăn chặn những người Bedouin ‘xâm nhập' vào đất đai quốc gia Israel không cho họ chăn thả gia súc ở nơi này. Trong suốt nhiệm kỳ Bộ trưởng Nông nghiệp của Sharon (1977–1981), lực lượng Tuần tra Xanh đảo dỡ bỏ 900 lều trại của người Bedouin và cắt giảm số lượng người chăn thả xuống hơn 1/3. Ngày nay, dê đen ở nơi này gần như rơi vào tình trạng tuyệt chủng, và người Bedouin ở Israel không có đủ lông cừu để dệt lều cho chính họ. Bị cưỡng ép từ bỏ phương cách sinh sống của cha ông, chịu thiệt thòi về khả năng tiếp cận nước, điện, đường sá, giáo dục, và chăm sóc sức khỏe ở các ngôi làng không được công nhận, và tin tưởng vào lời hứa của chính phủ rằng họ sẽ nhận được các dịch vụ nếu rời đi; trong thập niên 1970 và 80, mười ngàn người Bedouin đã tái định cư tại 7 thị trấn hợp pháp được xây dựng bởi chính phủ. Tuy nhiên, các thị trấn này thiếu các cơ sở kinh doanh tạo đủ việc làm cần thiết và lan tràn các tệ nạn xã hội do tình trạng thiếu việc làm.

## Negev hiện tại
Ngày nay, ít nhất 80.000 cư dân Bedouin sống trong các ngôi làng không được công nhận dưới nguy cơ bị dỡ bỏ bất cứ lúc nào; những cư dân này luôn chống lại việc di dời thông qua Luật Chống Xâm nhập.

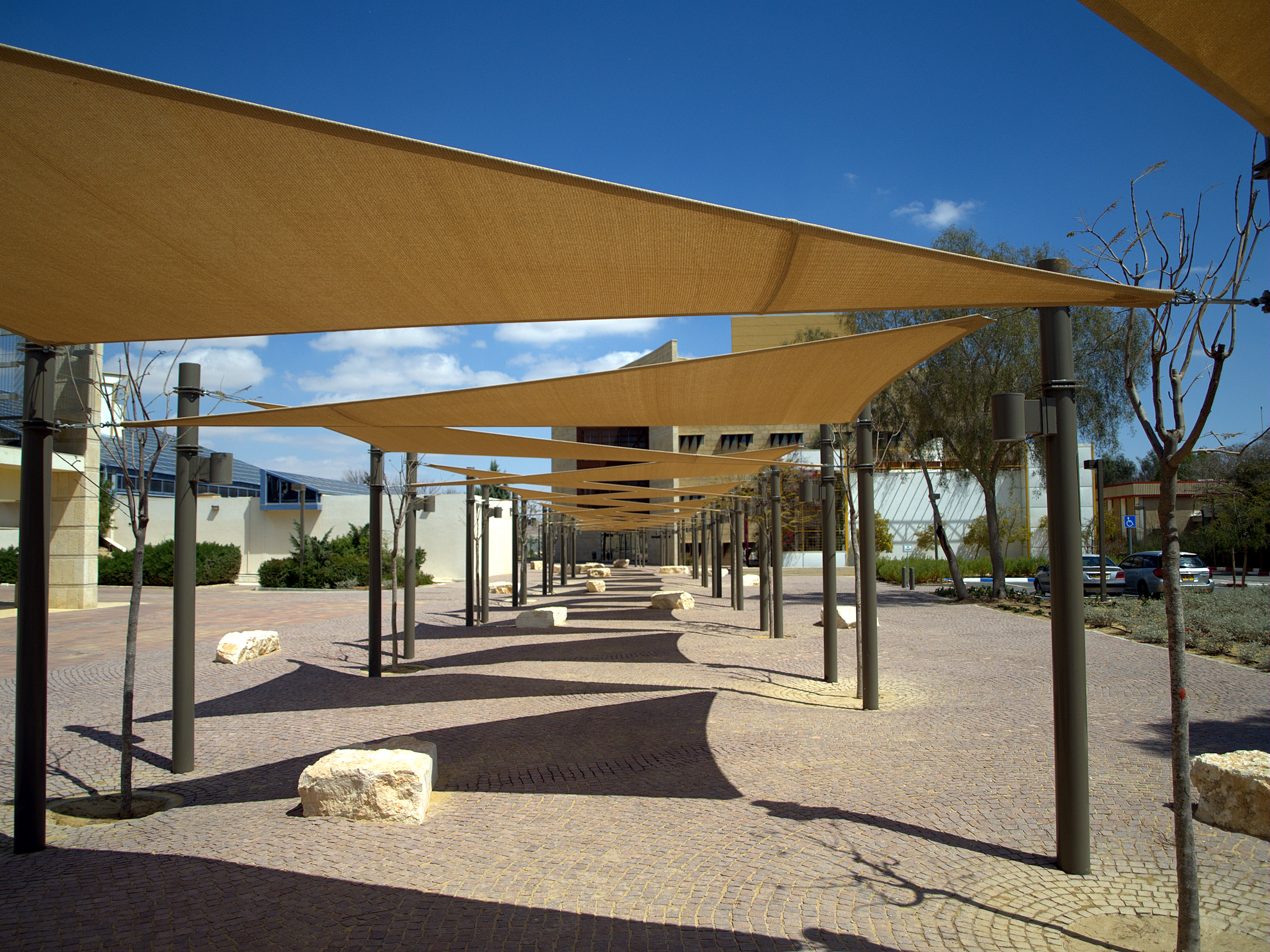
Sân Học viện nghiên cứu sa mạc Jacob Blaustein, là trung tâm nghiên cứu năng lượng mặt trời của Israel.

Thành phố lớn nhất trong vùng và trung tâm hành chính là Beersheba (dân số 185.000), nằm ở phía bắc. Nằm về phía nam gần vịnh Aqaba của vùng có thành phố du lịch Eilat. Nơi này có vài thị trấn phát triển bao gồm Dimona, Arad, Mitzpe Ramon, tồn tại song song với các thành phố nhỏ của người Bedouin gồm Rahat và Tel as-Sabi. Nơi đây có vài kibbutz, bao gồm Revivim và Sde Boker; nơi mà Thủ tướng Israel đầu tiên nghỉ hưu, David Ben-Gurion, sau khi rời khỏi chính trường.
Negev là nơi đặt trụ sở Đại học Ben-Gurion của Negev, bao gồm các cơ sở Học viện nghiên cứu Sa mạc Jacob Blaustein và Trường Quốc tế nghiên cứu Sa mạc Albert Katz, cả hai đều tọa lạc tại Midreshet Ben-Gurion cận kề với Sde Boker.
Ngày nay, Negev là nơi có sự hiện diện đông đảo quân đội Israel và là nơi toạ lạc nhiều căn cứ chính của Các Lực lượng Phòng vệ Israel. Vào năm 2010, Negev là nơi sinh sống của khoảng 630.000 người, (hay 8,2% dân số Israel) trong khi sa mạc này chiếm hơn 55% diện tích đất liền nước này. 470.000 cư dân chiếm 75% dân số ở Negev là người Do Thái trong khi 160.000 người chiếm 25% dân số là người Negev Bedouin. Trong thiểu số người Bedouin; một nửa sống trong các ngôi làng không được công nhận, và một nửa sống trong các thị trấn được xây dựng bởi chính phủ trong khoảng thời gian giữa hai thập niên 1960 và 1980 như Rahat, đồng thời là thành phố lớn nhất được xây.

### Các vấn đề môi trường hiện tại
85% diện tích Negev được sử dụng bởi Lực lượng phòng vệ Israel nhằm mục đích huấn luyện. Phần còn lại được dùng cho mục đích dân sự, một số đông cư dân sinh sống trong các cộng đồng gần nhau với cơ sở hạ tầng khá nguy hiểm, bao gồm một nhà máy hạt nhân, 22 nhà máy hoá dầu, một kho dầu, các khu vực quân sự kế cận, các mỏ đá, một lò thiêu chất thải độc hại Ramat Hovav, một nhà máy năng lượng, các trạm tiếp sóng, vài sân bay, một nhà tù và con sông để xả chất thải.

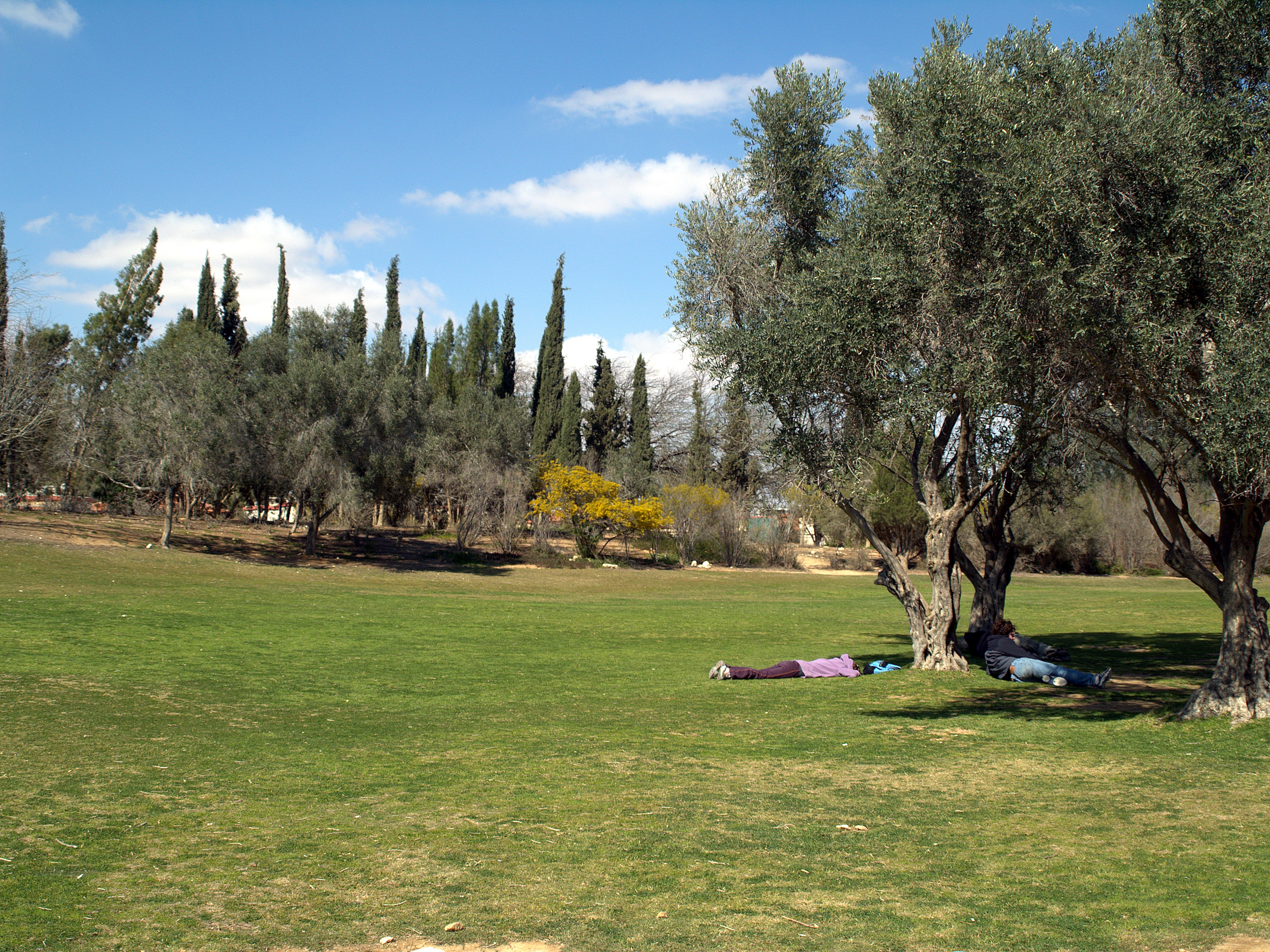
Cảnh người nằm nghỉ trên mặt đất tại Midreshet Ben Gurion.

Thành phố Tel Aviv thải rác ra khu vực Sa mạc Negev, tại bãi rác Dudaim. Năm 2005, Hiệp hội Các nhà sản xuất Israel quyết định bắt đầu lên kế hoạch di dời 60 trong 500 cơ sở công nghiệp đang hoạt động trong vùng Tel Aviv đến Negev.
Nhà máy chất thải độc hại Ramat Hovav được xây dựng trong khu vực Beer Sheva và Wadi el-Na'am vào năm 1979 vì lý do những khảo sát trước đó cho thấy nơi đây có thể tránh được rò rỉ chất đội ra môi trường. Tuy nhiên, chỉ trong vòng mười năm, các vết nứt được tìm thấy trong nền đá dưới nhà máy Ramat Hovav. Và kể từ phát hiện này, tại nhà máy đã xảy ra liên tiếp nhiều tai nạn và nhiều lần phải tạm ngưng hoạt động; trong quá khứ, hội đồng vùng thường xuyên khám phá ra các hồ nước bay hơi của nhà máy hóa học Ramat Hovavhad bị quá tải và nước thải bị rò rỉ từ ống xả vào hồ chứa nước. Gần mười năm sau khi được thành lập, sự trồi lên của nền đá vôi bên dưới Ramat Hovav làm xuất hiện các mảnh nứt có nguy cơ dẫn đến các tai nạn ô nhiễm đất và nguồn nước ngầm trong tương lai.
Năm 2004, Bộ trưởng Y tế Israel công bố các khám phá nghiên cứu của Đại học Ben Gurion giải thích các vấn đề sức khỏe của các cộng đồng dân cư nằm trong khu vực phụ cận trong vòng bán kính 20 km quanh nhà máy Ramat Hovav. Nghiên cứu này, được tài trợ phần lớn bởi nhà máy Ramat Hovav, phát hiện thấy tỉ lệ ung thư và tử vong của 350.000 người sống trong khu vực đã lên tới mức khủng hoảng sức khỏe công cộng. Trước khi được công bố cho các phương tiện truyền thông thông qua nguồn vô danh, nghiên cứu sơ bộ đã khiến công chúng thiếu tin tưởng; tuy nhiên, kết luận cuối cùng – rằng các cư dân Bedouin và Do Thái sống gần Ramat Hovav dễ bị mắc bị mắc các chứng sẩy thai, khuyết tật bẩm sinh nghiêm trọng, và các bệnh hô hấp hơn phần còn lại của dân số - được các cấp chính phủ thông qua vài tháng sau đó.

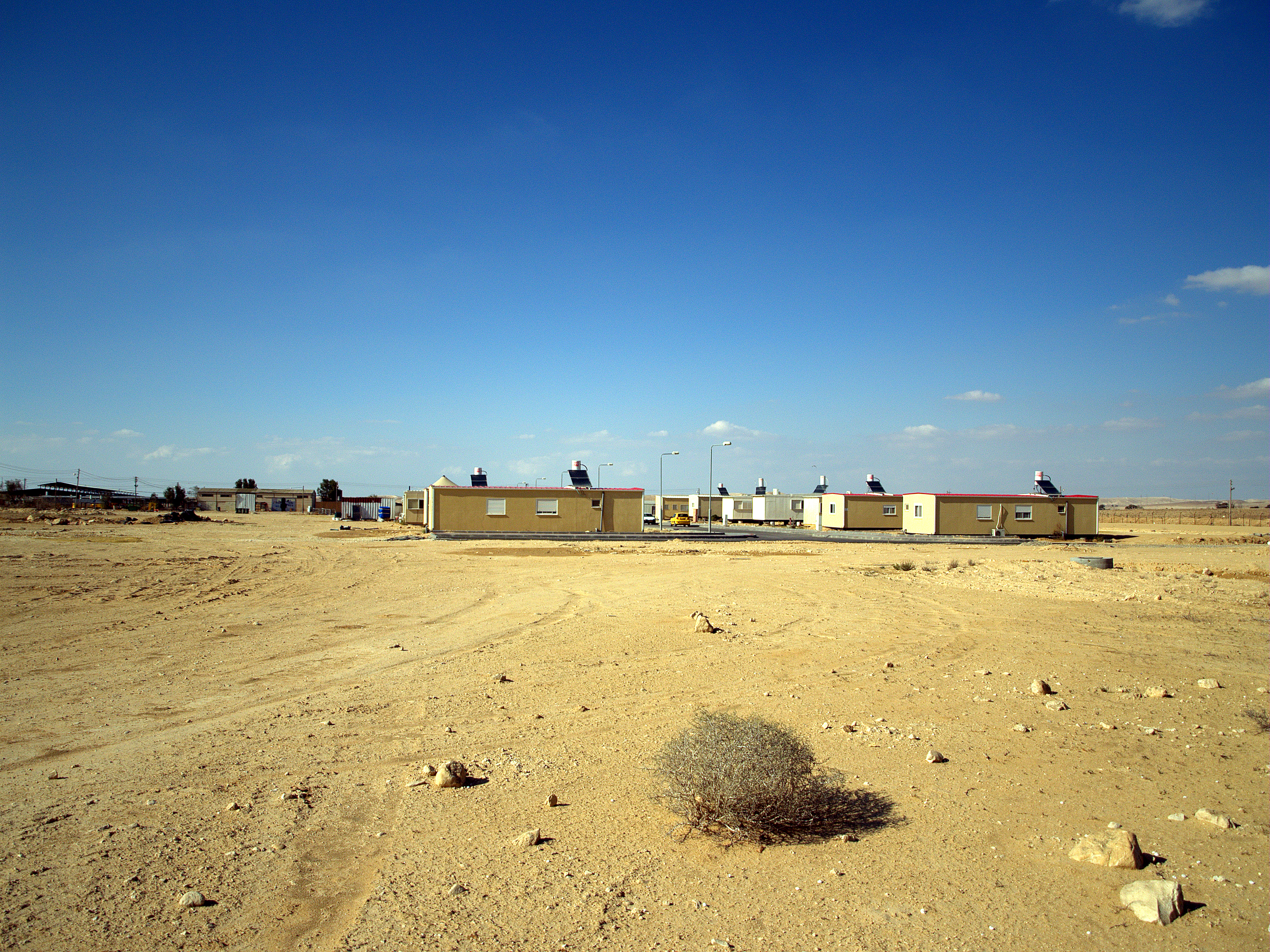
Một cộng đồng nhà di động Blueprint Negev.

Quỹ Quốc gia Do Thái dã giới thiệu chương trình Blueprint Negev vào năm 2005, đây là một kế hoạch trị giá 600 triệu dollar nhằm mục đích thu hút 500.000 các người định cư mới đến Negev và xây dựng các khu định cư mới cho họ. Theo dự kiến, kế hoạch sẽ làm tăng dân số ở Negev lên đến 250.000 người vào năm 2013, cải thiện cơ sở hạ tầng giao thông, tạo các cơ hội việc làm và kinh doanh, bảo tồn nguồn nước và bảo vệ môi trường. Kế hoạch Blueprint Negev tạo các con sông nhân tạo trong sa mạc, hồ bơi và các sân golf dấy lên mối quan ngại giữa các nhà môi trường về vấn đề thiếu nước ở Israel. Động cơ chính dẫn đến các chỉ trích là phương cách xử lý thích hợp đối với việc tăng dân số không phải là thu hút thêm hàng trăm ngàn người định cư mới, và việc giải quyết vấn đề phát triển quá mức ở phía bắc không phải là xây dựng các không gian mở cuối cùng trong khu vực đông dân cư thứ nhì của đất nước; mà phải lập một kế hoạch duy nhất phát triển các mảng xanh cho các trung tâm dân cư đang sinh sống ở Negev, đầu tư vào các cơ sở đảm bảo sinh hoạt cho các ngôi làng Bedouin, dọn dẹp nhiều nhà máy độc hại (như Ramat Hovav), và phát triển một kế hoạch khả thi tập trung tạo việc làm hơn là làm tăng làn sóng nhập cư và tạo việc làm cho họ.

### Năng lượng mặt trời

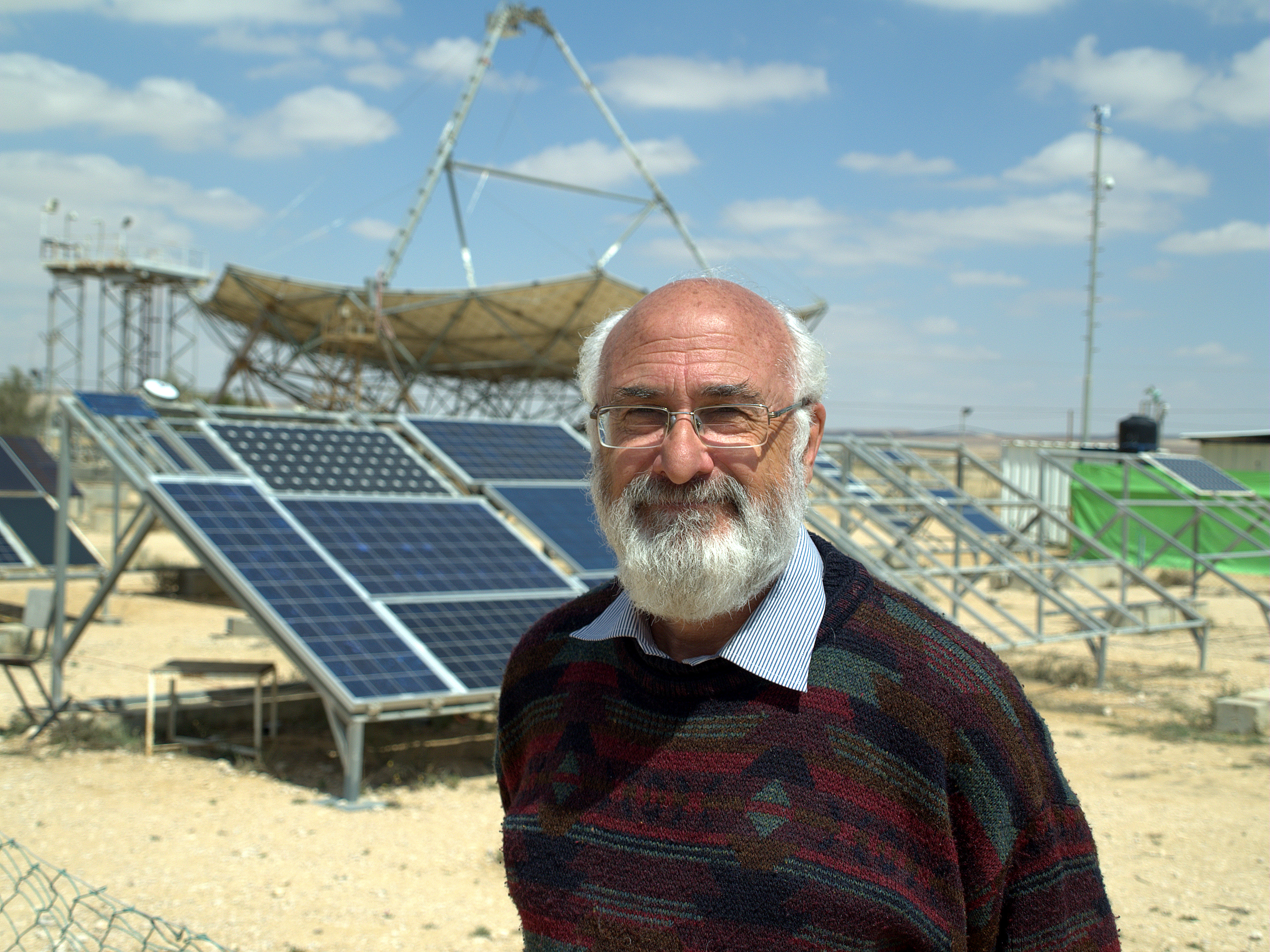
Nhà khoa học David Faiman thuộc Trung tâm Năng lượng Mặt trời Quốc gia đứng trước chảo parabol mặt trời lớn nhất thế giới.

Sa mạc Negev và khu vực phụ cận, bao gồm Thung lũng Arava, là những vùng có nắng chiếu nhiều nhất của Israel và chỉ một phần nhỏ đất đai ở đây là có thể trồng trọt được, đây là những lý do khiến cho nơi này trở thành trung tâm công nghiệp mặt trời của Israel. David Faiman, một chuyên gia hàng đầu thế giới về năng lượng mặt trời, dự đoán nhu cầu năng lượng trong tương lai của Israel có thể được đáp ứng bởi các nhà máy năng lượng mặt trời ở Negev. Hiện tại với chức vụ giám đốc Trung tâm Năng lượng Mặt trời Quốc gia Ben-Gurion, ông đang điều hành các chảo năng lượng mặt trời lớn nhất trên thế giới.
Một công viên năng lượng mặt trời 250 MW ở Ashalim, một khu vực phía bắc Negev, đang được lên kế hoạch xây dựng trong vòng năm năm, và được mong đợi sẽ hoạt động sau năm 2013. Năm 2008, công việc xây dựng ba nhà máy năng lượng mặt trời được khởi động gần thành phố; hai nhà máy nhiệt mặt trời và một quang điện.
Tổ hợp Công nghiệp Rotem ở ngoại vi Dimona, Israel có công nghệ năng lượng mặt trời sử dụng các tấm kính tập trung tia nắng lên một ngọn tháp để đốt nóng nước để tạo ra hơi nước làm quay turbine tạo ra điện. Luz II, Ltd. lên kế hoạch sử dung công nghệ mới này để xây dựng ba nhà máy ở California cho Pacific Gas and Electric Company.